# Воинское кладбище № 201 (Тарнув)
 Памятник культуры Малопольского воеводства: регистрационный номер А-22 от 28 сентября 1976 года.
Воинское кладбище № 201 — Тарнув (пол. Cmentarz wojenny nr 201 - Tarnów) — воинское кладбище, находящееся на улице Шпитальной в городе Тарнув, Малопольское воеводство, Польша. Кладбище входит в группу Западногалицийских воинских захоронений времён Первой мировой войны. На кладбище похоронены военнослужащие Австрийской и Российской армии, которые погибли во время Первой мировой войны. Охраняемый памятник Малопольского воеводства.

## История
Кладбище было основано Департаментом воинских захоронений К. и К. военной комендатуры в Кракове в 1914 году. Автор некрополя не известен. На кладбище похоронены военнослужащие иудейского вероисповедания; имена всех погребённых известны. Некрополь расположен в юго-западной части еврейского кладбища. На кладбище находятся 43 могил, в которых похоронены 54 австрийских из 20-го Новосонченского пехотного полка и 9 российских солдат из 131-го Тираспольского пехотного полка. Последнее захоронение было произведено в 1918 году.
28 сентября 1976 года некрополь был внесён в реестр памятников культуры Малопольского воеводства.

## Источник
- Oktawian Duda: Cmentarze I wojny światowej w Galicji Zachodniej. Warszawa: Ośrodek Ochrony Zabytkowego Krajobrazu, 1995. ISBN 83-85548-33-5.
- Roman Frodyma Galicyjskie Cmentarze wojenne t. II Okolice Tarnowa (Okręgi V—VII), Oficyna Wydawnicza «Rewasz», Pruszków 1998, ISBN 83-85557-38-5